# Fanny Lú
Fanny Lú, pseudonimo di Fanny Lucía Martínez Buenaventura (Cali, 8 febbraio 1973), è una cantante e attrice colombiana.

## Carriera
Negli anni '90 appare in alcune serie TV come Perro amor e Mas vale tarde e doppia alcuni cartoni animati. Nel 2000 recita in Pobre Pablo e La caponera.
Nel 2006 debutta nel mondo discografico con l'album Lágrimas cálidas, anticipato dal singolo No te pido flores. L'album ottiene successo nell'America Latina, in particolare Messico, Venezuela, Colombia e Perù.
Tra le sue canzoni più conosciute vi sono No te pido flores, Tú no eres para mi, Celos e Y si te digo.
Nel dicembre 2008 esce il suo secondo disco Dos. Nel 2011 è la volta di Felicidad y perpetua.

## Discografia
Album
- 2006 - Lágrimas cálidas
- 2008 - Dos
- 2011 - Felicidad y perpetua

Raccolte
- 2009 - 6 Super Hits
- 2012 - Voz y éxitos